# 1918 v letectví
Tento článek obsahuje seznam událostí souvisejících s letectvím, které proběhly roku 1918.

## Události
- 1. dubna – sloučením Royal Flying Corps a Royal Naval Air Service vzniklo Royal Air Force

## První lety

### Leden
- Fokker D.VII, nejlepší německý stíhací letoun první světové války

### Únor
- Supermarine Baby, prototyp brítského stíhacího létajícího člunu

### Březen
- Pfalz D.XII, německý stíhací dvouplošník
- Airco D.H.9A, britský bombardér, verze D.H.9 s motorem Liberty 12
- 4. března – Airco D.H.10, britský dvoumotorový bombardér
- 27. března – Hansa-Brandenburg W.29, německý plovákový průkumný dolnoplošník

### Duben
- Junkers D.I
- Sopwith Snail
- Westland Wagtail
- 27. dubna – Sopwith TF.2 Salamander, britský bitevní letoun

### Květen
- 2. května – Salmson 3
- 4. května – Junkers J10, německý bitevní letoun
- 22. května – Handley Page V/1500, čtyřmotorový britský bombardér

### Červen
- 1. června – Breguet 16, prototyp francouzského bombardéru
- 5. června – Farman F.50, prototyp francouzského bombardéru

### Září
- Gotha G.VI, německý experimentální bombardér, let skončil katastrofou